# 中国人民解放军海军航空兵
中國人民解放軍海軍航空兵简称解放军海航，是中國人民解放軍海軍的海軍航空兵部隊，是一个规模相当庞大的海上空中力量，拥有战斗机、反潜机、预警机、电子战机、直升机等多种机型。
在成立后的很长一段时间，解放军海军航空兵均为一支陆基为主的航空兵部队，主要承担从沿岸的军用机场起飞支援海军水面舰艇和岸防部队执行海上制空权夺取与海上目标打击的任务。随着中国航空母舰建造计划的推行，解放军海航逐步向“舰载机化”迈进。2023年，海军航空兵将大部分陆基单位转隶至中国人民解放军空军。美國空軍旗下「中國航空航天研究所」則分析高層欲更加的重視軍種協作。

## 历史

### 全兵種歷史
1950年夏，海军决定组建第一和第二航空学校（一航校为飞行学校，二航校为地勤学校）。其中二航校于1950年9月19日首先成立，其基础是几个月前组建的海军业务学校，首任校长为原陆军第11军第31师副师长胡鹏飞（1961年晋升海军少将军衔，后任海军航空兵部副司令员、海军副参谋长，海军司令部顾问）。10月1日，一航校在青岛沧口机场成立，其基础是四野后勤二分部政治处和第六兵站部分人员、华北军政大学部分人员、华东军区山东航空办事处驻沧口机场航空站等，首任校长为原华东海军作战处长赵汇川（1955年授海军大校军衔，1961年晋升海军少将军衔，后任海军航空部参谋长、海军航空兵部副司令员兼参谋长、北海舰队副司令员），政委桂绍彬（陆军第60军副政委，1955年授海军少将军衔，后任南海舰队副政委、海军顾问）。与此同时，原驻防青岛的陆军第32军副军长兼参谋长、青岛警备区司令赵一萍（1955年授海军少将军衔，后任海军青岛基地第一副司令员、海军工程部部长、海军参谋长）、胡鹏飞等负责修复和扩建青岛流亭机场（当时仍属空军）。此为海军航空兵建设的先期准备工作。
1952年1月8日，海军司令员萧劲光向中央军委上报了《一九五二年海军空军建设问题》的请示报告，这是海军首次正式报请组建航空兵飞行部队。周恩来总理于8月24日批示：“拟同意海军所提出的海军的空军建设方针。”毛泽东当天批示“同意，照周批办”。1952年9月6日，海军航空部以陆军第10军（军长杜义德，1955年授海军中将军衔，任海军副司令员）军部为基础在北京成立，首任司令员顿星云（陆军第5军政委，1955年授海军中将军衔），政委李呈瑞（陆军第68军政委，1955年授海军少将军衔），副司令员曾克林（陆军第44军副军长，1955年授海军少将军衔），参谋长赵汇川，政治部主任李克如（后任甘肃农业大学校长，未授衔）。1955年10月24日，根据国防部1955年8月6日命令，海军航空部更名为海军航空兵部。
初期的海军航空兵部队主要由陆军部队改编而成，部分由空军航空兵调入，因此来源比较复杂，迄今所公布的资料也不完全一致。从各个部队的历史看，海军航空兵部及其所属各飞行部队具有一野、二野、三野、四野和华北野战军的全部血缘，并且继承了陆军和志愿军的光荣传统。
1970年代后期，海军航空兵改编为第1、第2、第3三个轰炸机师和第4-第9六个歼击/强击机师；原第2师改为第5师、第5师改为第2师。除了各轰炸和歼击航空兵师以外，为加强夜间作战能力、空中侦察能力和运输能力，海航先后曾组建若干独立团和独立飞行大队，例如归航4师管辖、曾经创造用夜间照明攻击法击落中華民國空軍P-2V7低空电子侦察机的夜间照明攻击大队－海航独立第5大队、装备运8的海航独1团、装备水轰5的海航独3团等。90年代后期，为了与驱逐舰和护卫舰配套，各舰队编成内另组建独立直升机团。除北京良乡机场外，海军航空兵所属的各个机场分别以团级场站的编制，归属各航空兵师代管。
海军航空兵部为海军舰队（兵团）级，前后经历了数次改革。1969年9月5日海军航空兵部撤销，改为海军司令部业务部门之一。1978年5月13日根据中央军委命令，恢复海军航空兵部，直接管辖各舰队航空兵共9个航空兵师。机关包括司令部、政治部、后勤技术部（原海航工程部，后改称后勤和装备部）。1958年，原军委防空兵全建制合并入空军，同年3月8日原海军防空兵部也并入海军航空兵部。1985年百万大裁军中，海军将海航各师于1976年至1977年增编的飞行团基本全部撤销，另外撤销了海航第3师番号，并在1988年将航7师改编为训练师。2003年10月21日，根据中央军委2003年8月4日命令，再次撤销海军航空兵部建制，其所属部队分别转隶相应舰队及海军司令部。并在海军司令部设航空兵部，在海军装备部设航空技术保障部。2003年11月10日，海军航空兵部正式撤销。
自组建以来，海军航空兵边打边建，并且在1955年1月18日以海航1师、2师、4师的5个轰炸机、歼击机团参加历史上首次陆海空协同作战，一举攻占一江山岛并夺取浙闽沿海制空权。自组建起，海军航空兵先后在空战中击落敌机239架、击伤敌机181架，在中国国土防空和海疆防空中贡献突出。
自1952年起，海航先后组建了九个航空兵飞行师，21世纪解放军结构由师改旅之后，海航的部队番号不得而知：2023年初，海航開始將陸基基地和不適宜上艦的陸基飛機大規模轉隸空軍，自身將形成以艦載戰鬥機，直升機，預警機，教練機四大類平台為基礎的艦載機體系，配合航艦兵力建設向艦基航空作戰兵力轉型。

### 各部队历史

#### 海军航空兵第1师
海航第1师于1952年6月27日在上海虹桥机场组建。海航1师以陆军第10军第30师师部和空军第9师第25团为基础，并且接收了海军航空学校毕业的第一期空勤、地勤学员，首任师长由海航副司令员曾克林兼（后夏云飞，原陆军第35军第103师师长，1955年授海军大校军衔，后任南海舰队航空兵司令员、海军航空兵部副参谋长），政委张敬一（原陆军第10军第30师副政委，1955年授海军大校军衔，后任海航5师师长、海军东海舰队航空兵政委、东海舰队政治部副主任、主任、海军政治部主任）。
海航1师组建时为混编航空兵师，辖1个水鱼雷轰炸机（图-2）团，1个歼击机（拉-11）团。其中歼击第4团由当时驻黑龙江拉林机场的空9师25团成建制改编，并转场至上海。1954年6月3日，海航1师第4团周克林中队长（后任海航4师师长、海军航空兵副司令员）带领飞行员杜九安、刘良扬、任旭利在掩护东矾列岛海军舰艇时击落击伤中華民國空军F-47战斗轰炸机各一架，为海航1师之首次空战。1954年11月攻占一江山岛的作战中，航1师1团、4团的图2轰炸机和拉11歼击机参加了连续20天的空中突击和护航任务，为首次成功实施三军协同作战，积累了宝贵经验。后海航1师4团调归海航第8师，并且于1976年增编第2团。

#### 海军航空兵第2师
海航第2师于1953年2月21日在宁波庄桥机场由第四野战军第46军第138师改编而组建。原陆军46军138师副师长赖金华（1955年授海军大校军衔）任航2师首任师长（后任航6师师长、东海舰队航空兵副司令员、海军二航校校长、海军试验基地司令员、海军航空兵部副司令员），周志先（原陆军46军138师政治委员，1955年授海军大校军衔，后任南海舰队航空兵政委、南海舰队副政委、东海舰队副政委和北海舰队副政委）任首任政治委员，辖第5团、第6团。其中第5团由从空军第6航校调入的30名飞行学员组成。
1954年空军第17航空兵师第51团（在朝鲜曾击落敌机10架，击伤1架）改编为海航2师6团，这是海军航空兵的第一个装备喷气式歼击机（米格15）的飞行团。自海航2师成军起至70年代后期，海军航空兵始终使用单号为轰炸机师、双号为歼击机师的编号方法。1954年3月18日叁门湾海战期间，国軍空军F-47轰炸中共舰艇，海航2师6团副大队长崔巍、中队长姜凯（70年代长期担任海航2师师长）驾驶宁波本场两架防御值班飞机双机起飞并首战告捷，创造喷气式飞机在海平面高度60米击落敌机、姜凯12秒钟内击落两架敌机的先例，以2:0的战绩开创了海军航空兵的空战战史。同年5月解放东矶列岛的过程中，国军2架F-47对正在集结的渡海部队实施侦察袭击，航2师双机远距奔袭，击落敌机1架，击伤1架。空战中6团飞行员保锡明头部负重伤，在座舱盖已经抛掉的情况下仍升高到7000米、并在完全昏迷和飞机油料耗尽时飘降成功。当日陆军实施登陆时受敌P-51飞机袭扰，航2师6团副大队长宋国卿、中队长常化臣双机再次出击，并击落敌机1架。5月18日海航2师在南韭山上空击落敌机1架，5月19日又击落敌机3架，另1架重伤后返台途中坠海。6月3日航2师6团4机出击，击落、击伤敌机各1架。7月6日，6团又击落、击伤敌机各1架，从此国军飞机再不敢袭扰一江山以北地区。在此期间海航2师6团和1师4团1大队半年空战9次，击落敌机10架、击伤4架，夺取了浙东沿海的制空权，国军望米格15即逃，海航2师6团从此在军中非正式享有“低空霸王团”称号。海航2师6团长期驻扎山东半岛，与东海舰队航空兵的海航4师10团、即“海空雄鹰团”并称“南雄北霸”。70年代后期，航2师6团机务大队曾出现全军歼-6飞机维护样板机组-“36号机海泽宽机组”，并且在莱山基地成功召开全军歼6飞机维护工作现场会。1976年海航2师改称海航5师，5团改称13团，6团改称15团，并增编了第14团。

#### 海军航空兵第3师
海航第3师与航2师于同日成立。航3师由原陆军第44军第130师改编而组建，历任师长为
- 邵震（原第44军第131师师长，1955年授海军大校军衔，历任华东海军第六舰队司令员、大连海军指挥学校校长、海军旅顺基地第一副司令员、南海舰队令部参谋长，北海舰队参谋长、海军学院副院长、海军工程学院院长）（未到职）
- 罗文华(原四野第42军115师副师长、空军7航校参谋长，1964年晋升海军少将军衔，后任东海舰队航空兵副司令、南海舰队航空兵司令、南海舰队副司令）
- 胡绍山（代师长、师长；原陆军第44军第130师参谋长、副师长，1961年晋升海军少将军衔，后任海军第二航空学校副校长）
- 刘世雄（1955年授海军上校军衔，1956年接任师长，后任北海舰队航空兵副司令员、海军航空兵司令部副参谋长）
- 杨向东（1955年授海军上校军衔，1962年接任师长）

副师长张书增，副政委马健、张崇业（后任航３师政委、东海舰队航空兵政委），原陆军第131师参谋长闵敬德任参谋长。
海航第3师是仍为轰炸机和歼击机混编师，下辖第7、9团。其中第7团为水鱼雷轰炸机团，由海航1师抽调干部与航校第2期毕业学员组成，装备图-2型水鱼雷轰炸机12架。第9团为歼击机团，由海航1师4团2大队和空军第5航校毕业学员组成，装备拉-11型歼击机。第9团于1954年改装米格-15比斯歼击机。航3师第9团的石振山轰5机组曾在1964年6月海参加航独立5大队照明攻击击落PV2的战斗中荣立战功。1976年，航3师增编第8团,该团是海军首个装备轰-6（苏制图16）飞机的飞行团。海航第3师在1985年的大整编中被撤销。

#### 海军航空兵第4师
海航第4师的前身是1951年4月8日组建于河北唐山的空军航空兵第17师第49团。空军第17师以华北军区预科总队和步兵257，283团之机关合编组成，担负京、津、唐地区防空值班任务，并且在1951年11月参加抗美援朝。1954年5月20日空17师成建制调归海军航空兵，其中第49团扩编为海航第4师，首任师长李树荣（1955授海军大校军衔、1964年晋升海军少将军衔，原空军第17师师长、志愿军空军第17师师长，后任海军青岛基地航空兵副司令员、北海舰队航空兵副司令员。北海舰队顾问）、李文模（原空4师副师长，1961年晋升海军大校，后任东海舰队航空兵司令），政委罗斌（1955年授海军少将军衔，历任海军青岛基地航空兵政委、北海舰队航空兵副政委、东海舰队航空兵政委）、路先（1955年授海军上校军衔），张文清（1955年授中校军衔，历任航四师师长、南海舰队航空兵副司令员）、副师长周克林（后任航4师师长、海军航空兵副司令员），参谋长辛英元（1955年授海军中校军衔，是“照明攻击法”的主要创始人和指挥者）。
海航4师辖10团、12团，其中10团是海军航空兵序列中战绩最辉煌的部队。海航10团曾创造了我海、空军空战史上的多个第一，如第一次零高度击落敌机（1955年6月27日，王昆），国产歼5第一次以瞬间跃升的方法在同温层击落敌机（1958年2月18日，山东半岛，中队长胡春生、飞行员舒积成），海航第一次击落无人机（1965年3月24日，海南岛，中队长王相一），第一次击落有“战略眼睛”之称的RF-101（1964年12月18日，浙江温岭，王鸿喜），最近距离开炮击落敌机、落地复飞击伤敌机、用照明攻击法击落P2V7侦察机（1964年6月11日，飞行员陈根发，山东栖霞，与海航第3师第9团石振山轰5机组协同），以及海航在空战中第一个牺牲的飞行员（葛长泰，1955年10月15日）。
10团团长张文清、副团长王昆（后在福建前线的一次战斗巡逻中因胃病复发昏迷而失事牺牲）、飞行员王鸿喜、高翔、胡春生、舒积成等都是创造空战奇迹的英雄，其中高翔在239米距离用航炮击落F-104C，在39米脱离时敌机碎片使右发停车后驾驶飞机单发着落、落地后左发停车；舒积成首次歼六地面开加力起飞、并击落敌机。由于在国土防空中的突出战绩，1965年12月29日国防部授予该团“海空雄鹰团”称号，全团有140余人立功，副大队长舒积成获国防部“战斗英雄”称号。毛泽东曾先后三次亲自点将调该团出征，并且先后25次接见该团的41名代表。1976年，航4师增编了第11团。近年来第10团率先在装备苏30MK2，在海航部队中率先开展海面超低空飞行训练，并成立了海航第一个蓝军分队。

#### 海军航空兵第5师
海航第5师于1955年2月由公安军第11师改编而成（公安军第11师的前身是原四野第48军第142师，1952年4月1日改编），原称“旅顺航空师”，同年4月改称海军航空兵第5师。原海航1师政委张敬一调任海航5师首任师长兼政委。航5师下辖第14、第15团，其中第14团在1952年8月由陆军第23军第67师第199团改编而组建。
1955年3月，海军有偿接收原苏联海军驻旅顺机场的76架伊尔-28（即解放军命名的轰5飞机，其中包括12架教练机），2架里2领航教练机（苏联仿制的美国DC-3），航5师成为海军航空兵序列中飞机数量最多、且装备最先进的飞行师，也是海军航空兵第一个全建制轰炸航空兵师。海航五师在1971年的“9·13”事件中被卷入风口浪尖。256号三叉戟飞机从海航五师所辖的山海关机场强行起飞，之后从师长张兆龙起，该师和山海关场站的很多干部受到审查。1976年海航5师与海航2师对调番号，并且增编了第5团。

#### 海军航空兵第6师
海航第6师于1955年9月25日由空军航空兵第9师和空军于洪屯场站在吉林改编而成，辖16、18团，并于当月转场进驻青岛流亭。原空9师于1950年12月20日成立，师部和所属团由陆军第66军独立第208师师部及所属622、623团为基础组成，何济民任师长、徐兴华任副政委、政委。1951年4月1日空9师开始飞行训练，5月8日接收苏联驻吉林和哈尔滨的1个空军师的全部装备，包括拉9飞机61架、乌拉9飞机15架和通信机1架，1955年该师改编为海航6师时所属装备全部调归海军，师长赖金华，原空9师副师长王天保（后任海航2师师长、东海舰队航空兵司令员）、矫式峰、石瑛任副师长，翟填坦任副政委。58年1月18日，航6师18团姜培玉四机编队击伤国军F-84战斗机2架，首开海航6师空战歼敌纪录。同年9月，航6师飞行员王自重在福建沿海击落携带“响尾蛇”导弹的F-86，开创世界空战史上第一次击落携带空对空导弹的飞机的记录，但随后被同型导弹击落并牺牲。
1966年海、空军航空兵部队到海南及云、桂等省轮战期间，海航6师转场海南，67年6月26日16团副大队长王柱书、飞行员吕纪良驾歼6双机拦截美国空军F-4C战斗机，王柱书在254米三炮齐射、打掉敌机水平尾翼，吕纪良跟进攻击，F-4C爆炸并坠入榆林以南中国领海。1968年2月14日，2架美国海军A-1H舰载攻击机入侵海南岛万宁，航6师18团副大队长陈武录、飞行员王顺义驾歼5双机迎战，陈武录击落一架，王顺义击伤另一架（后坠落在南越岘港外海）。尽管航6师在国土防空中曾取得辉煌战绩，但是1962年3月3日飞行员刘承司叛逃事件使航6师长期蒙受阴影。1976年航6师增编了第17团。国庆50周年阅兵中的“飞豹”编队，即来自航6师。

#### 海军航空兵第8师
海航第8师于1963年8月30日成立，王万林任师长
王德连任政治委员（1955年授海军大校军衔，后任南海舰队航空兵政治委员）。下辖第4、24团，原海航第1师第4团从东海舰队转隶南海舰队属下的航8师（原航8师只有第24团）。
海航8师的战绩主要是在60年代的抗美援越期间。1968年2月14日，航8师6团副大队长陈武录、飞行员王顺义驾歼5在海南岛万宁上空各自击落美国海军A-1攻擊機一架。1970年2月10日，航8师4团大队长周新成、副中队长祁得起在海南乐东地区上空击落美制BQM-34“火烽”无人驾驶高空侦察机。这是全军唯一一次歼-5飞机击落无人机的战例，也是海、空军飞行部队击落的最后一架敌机。1976年航8师增编第26团。

#### 海军航空兵第9师
海航第9师前身是1968年8月以流亭基地司令部、政治部为基础组建海航第12师，辖第34团、36团。1976年海航第12师改编为海军航空兵第9师，辖第26、第27团。其中第27团是全军最早装备歼轰-7A的部队。
2001年4月中美南海撞机事件中，失踪的王伟烈士是驻陵水基地的航9师歼8II飞行员。

#### 海军舰载航空兵第十旅
随着福建号航空母舰的入列部队，海军舰载航空兵第十旅的编制也出现在公众面前，该部队可能包括了三艘航母上的三个航空兵联队。

#### 舰载航空兵第1联队
2013年5月10日，解放军海军舰载航空兵第1联队（正师级编制）在辽宁兴城成立，首任联队长张少兵海军大校从海军司令员吴胜利手里接过军旗。舰航1联队下辖歼-15舰载机分队，飞行员大部分来自“海空雄鹰团”（海航第4师第10团），加上舰载直升机分队和机务保障分队约400余名官兵。

#### 舰载航空兵第2联队
随着南海艦隊的第一艘航空母艦山東艦入役，舰载航空兵第2联队在海南省陵水黎族自治县組建。

## 將領
1955年授衔的海军将领中先后曾在海军航空兵任职的有顿星云中将、刘道生中将、彭林中将、曾克林少将、李呈瑞少将、梅嘉生少将、罗斌少将、兴中少将（东海舰队航空兵司令员、海军二航校校长）、邱子明少将（海军航空兵部政治部主任）、桂绍彬少将、何辉少将（海军第二航校政委）。
1960年代从1955年大校晋升的海军将领有赵汇川少将、纪亭榭少将、江学彬少将（海军航空兵部政治部主任）、胡鹏飞少将、赵晓舟少将（历任海军一航校校长、海军技术部部长、海军副参谋长兼技术部部长，海军装备部政委、部长，海军第三研究院副院长、海军装备技术部部长）、杨力少将（历任一航校副校长、校长、北海舰队航空兵司令员、北海舰队副司令员、司令员）、边疆少将（海军政治部组织部部长兼干部部部长，海军航空兵副政治委员、六机部部长）、胡绍山少将、李树荣少将、杜西书少将（海军—航校政委，海军航空兵部政治部主任、北海舰队政治部副主任、副政委）、张华少将（海军一航校副政委、青岛基地防空司令部政委、北海舰队政治部副主任、北海舰队航空兵政委）、罗文华少将、柴启琨少将（东海舰队政治部副主任，东海舰队航空兵政委，海军政治部副主任）。
此外，海军副司令员方强（原第四野战军第44军军长、1955年授海军中将军衔）曾分管海军航空兵的早期组建工作。海军航空兵历任司令员为顿星云、刘道生、曾克林、李景、王绪恭、马炳芝； 历任政委为李呈瑞、彭林、江学彬、邢永宁、单大德、郭东亚、康成元。海航最后一任司令员为马炳芝中将，政委康成元中将，参谋长郭炎炎少将，政治部主任陆德康少将，后勤和装备部长纪增政少将。
以下列出原海军航空兵部历任司令员、政治委员：
| 海军航空兵部司令员 1. 顿星云中将（1952年9月—1962年12月） 2. 刘道生中将（1962年12月—1969年9月，兼） 3. 曾克林（1979年1月—1983年8月） 4. 李 景海军中将（1983年8月—1990年4月，兼） 5. 王绪恭海军中将（1990年6月—1996年7月） 6. 马炳芝海军中将（1996年7月—2003年12月） | 海军航空兵部政治委员 1. 李呈瑞少将（1955年12月—1960年8月） 2. 彭 林中将（1960年8月—1969年9月） 3. 江学彬（1983年8月—1985年8月） 4. 邢永宁（1985年8月—1988年1月） 5. 单大德海军中将（1990年6月—1996年1月） 6. 郭东亚海军中将（1996年1月—1997年11月） 7. 康成元海军中将（1997年11月—2003年12月） |

## 各战区海军航空兵

### 北部战区海军航空兵
| 航空兵部隊          | 驻地       | 战术编号 | 机型                             |
| ------------------- | ---------- | -------- | -------------------------------- |
| 海航2师             | 莱阳、大连 |          | 运-8特种机                       |
| 海航5旅（转隶空军） | 烟台、胶州 | 8XX5X    | 歼轰-7A、歼-8DF                  |
| 海航7师（转隶空军） | 绥中       | 8XX7X    | 歼-11B、歼轰-7A、教练-9、教练-10 |
| 舰载航空兵第10旅    | 大场       |          | 歼-15T、歼-15D、歼-35、空警-600  |
| 舰载航空兵第1联队   | 兴城       |          | 歼-15、歼-15D                    |

### 东部战区海军航空兵
| 航空兵部隊           | 驻地             | 战术编号 | 机型            |
| -------------------- | ---------------- | -------- | --------------- |
| 海航1师              | 上海             |          | 运-8特种机      |
| 海航4旅（转隶空军）  | 台州             | 8XX4X    | 苏-30MK2、歼-10 |
| 海航6旅（转隶空军）  | 义乌             | 8XX6X    | 歼轰-7          |
| 海航17团（转隶空军） | 常州             |          | 轰-6G、轰-6J    |
| 海航獨立第4團        | 江北庄橋航空基地 |          |                 |

### 南部战区海军航空兵
| 航空兵部隊           | 驻地       | 战术编号 | 机型             |
| -------------------- | ---------- | -------- | ---------------- |
| 海航3師              | 陵水、永州 |          | 运-8特种机       |
| 海航8旅（转隶空军）  | 临高       | 8XX8X    | 歼-11BH          |
| 海航9旅（转隶空军）  | 乐东       | 8XX9X    | 歼-11BH、歼轰-7A |
| 海航23团（转隶空军） | 桂平       |          | 轰-6G、轰-6J     |
| 舰载航空兵第2联队    | 陵水       |          | 歼-15、歼-15D    |

## 任务

### 首要任务
- 为舰队提供防空支持
- 巡逻与反潜
- 空中巡逻和防卫领海
- 大陆海岸线的防空
- 反舰攻击

### 次要任务
- 运输及飞行员培训
- 搜索和救援
- 突击运输和战术支援两栖作战行动
- 攻击敌方地面目标

## 訓練學校
- 中国人民解放军海军航空大学（烟台、葫芦岛）

## 海军航空兵装备
| 机种       | 机名     | 机型                      | 数量 | 现况   |
| ---------- | -------- | ------------------------- | ---- | ------ |
| 歼击机     | 歼-15    | J-15、J-15S、J-15D、J-15T | 106+ | 现役   |
| 歼击机     | 歼-35    | J-35                      |      | 现役   |
| 直升机     | 直-8     | Z-8                       |      | 现役   |
| 直升机     | 直-9     | Z-9C、Z-9D                |      | 现役   |
| 直升机     | 直-18    | Z-18F、Z-18J              |      | 现役   |
| 直升机     | 直-20    | Z-20F、Z-20J              |      | 现役   |
| 直升机     | AS565    | AS565                     |      | 现役   |
| 直升机     | 卡-28    | Ka-28                     |      | 退役中 |
| 直升机     | 卡-31    | Ka-31                     |      | 现役   |
| 海上巡邏機 | 空潜-200 | Y-8Q                      | 50   | 现役   |
| 海上巡邏機 | 运-9     | Y-9Q                      |      |        |
| 空中预警机 | 空警-200 | KJ-200H                   |      | 现役   |
| 空中预警机 | 空警-500 | KJ-500H                   |      | 现役   |
| 空中预警机 | 空警-600 | KJ-600                    |      | 现役   |
| 偵察机     | 运-8     | Y-8J、Y-8JB               |      | 现役   |
| 偵察机     | 运-9     | Y-9JZ                     |      | 现役   |
| 運輸機     | 运-7     | Y-7H、Y-7G                |      | 现役   |
| 運輸機     | 运-9     | Y-9H                      |      | 现役   |
| 教练机     | 初教-6   | CJ-6                      |      | 现役   |
| 教练机     | 教练-8   | JL-8H                     |      | 现役   |
| 教练机     | 教练-9   | JL-9H                     |      | 现役   |
| 教练机     | 教练-10  | JL-10H                    |      | 现役   |

## 圖集
海軍航空兵部分现役飞机照片集锦

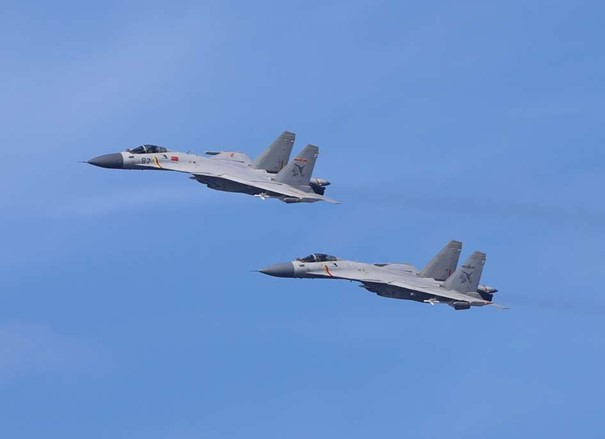
殲-15艦載戰鬥機
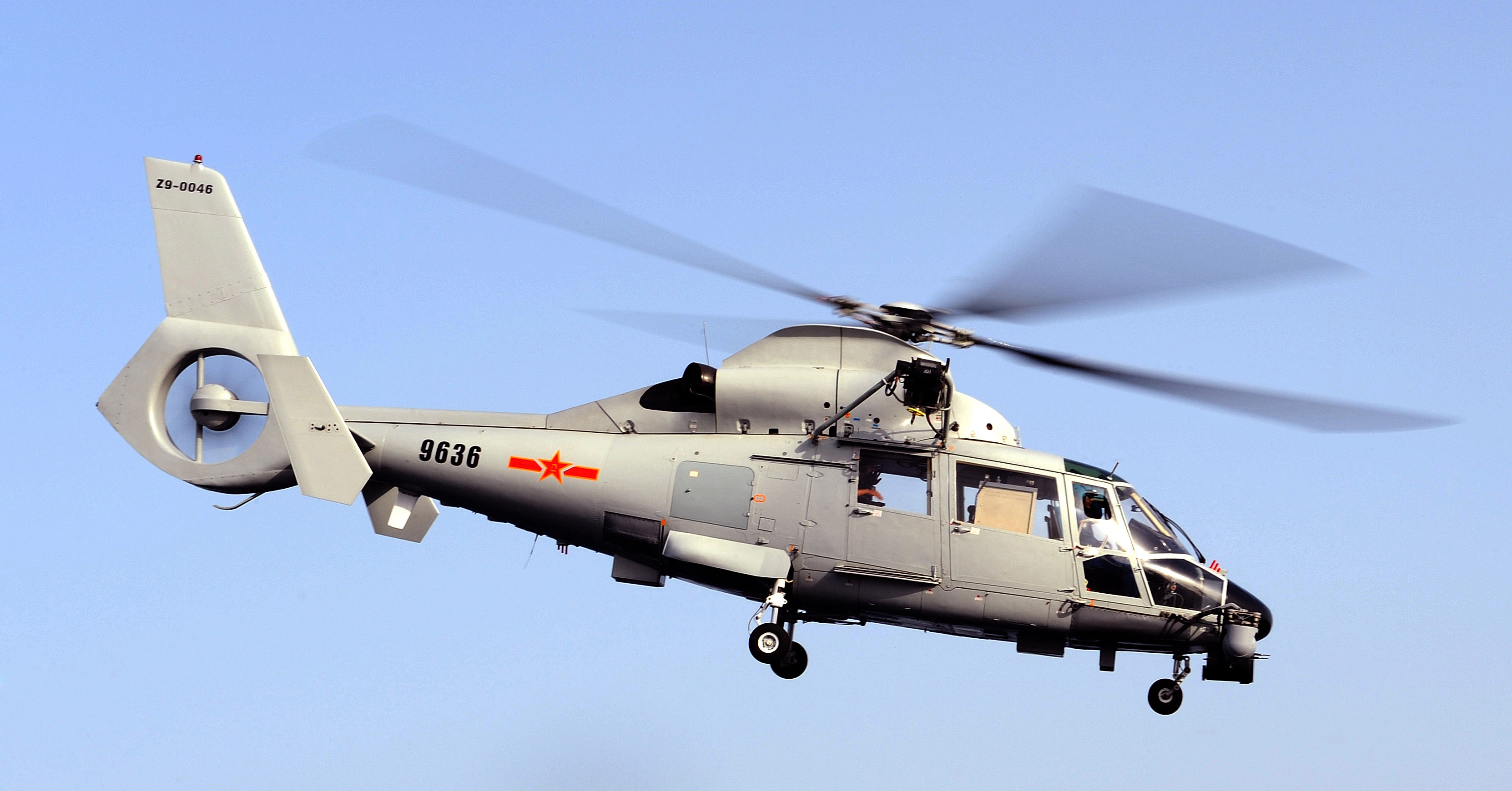
直-9C艦載直升机
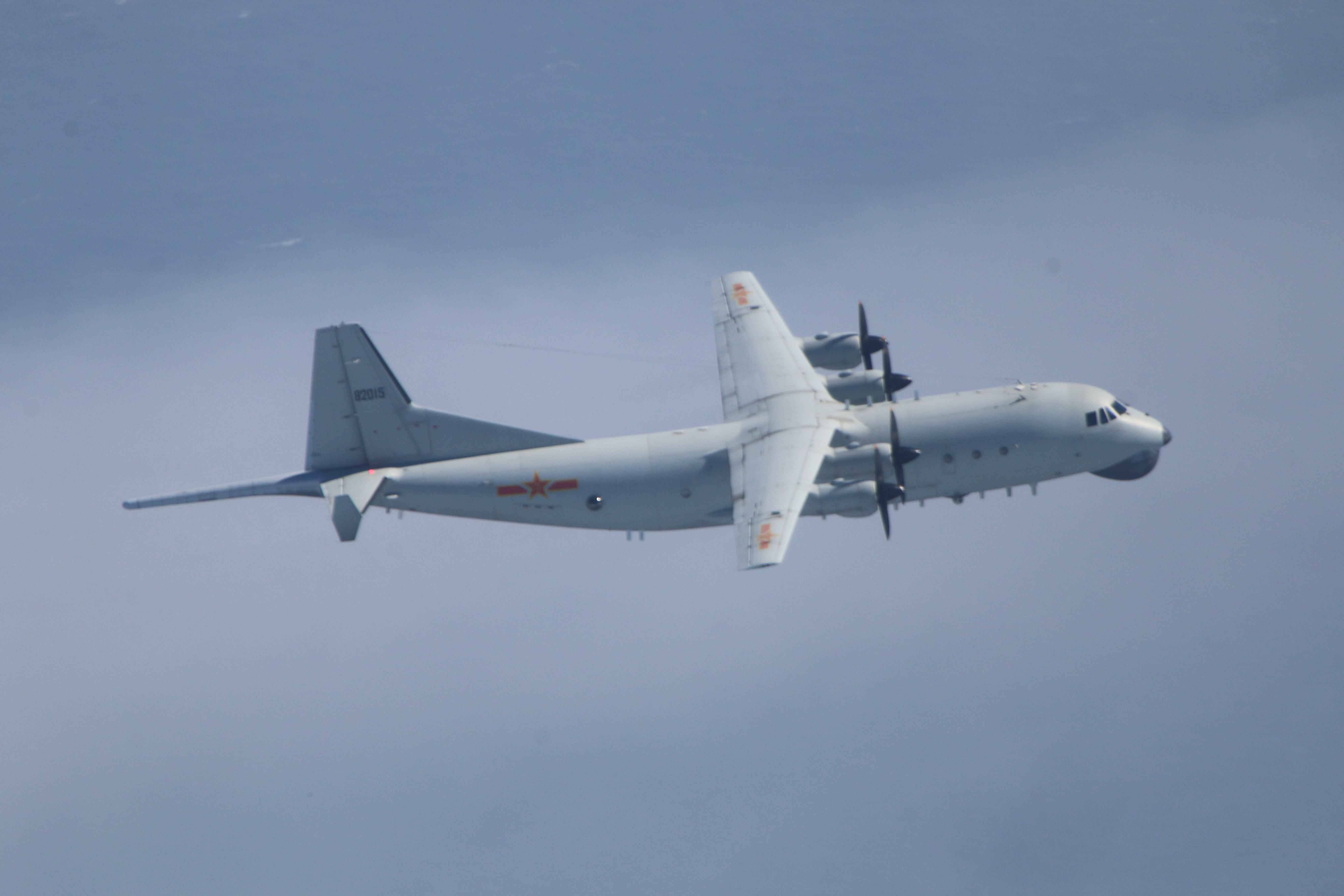
運-8Q反潛機